# Sokyryn
Sokyryn (ukr. Сокирин) – wieś na Ukrainie, w obwodzie czernihowskim, w rejonie czernihowskim. W 2001 liczyła 182 mieszkańców, spośród których 179 wskazało jako ojczysty język ukraiński, a 3 rosyjski.